# 脫離歐洲聯盟部
脫離歐洲聯盟部（英語：Department for Exiting the European Union，簡稱DExEU、脫歐部）曾是英國的一個政府部門，負責監督英國脫歐的相關談判，以及建立脫歐後英國和歐盟的雙方關係。脫歐部是在公投後的2016年7月，由時任首相文翠珊所創立。隨著脫歐正式生效，本部亦隨之在2020年1月31日解散。
本部成立之時，人手都是來自內閣辦公廳歐洲事務單位、外交及聯邦事務部歐洲事務司和常駐代表委員會，如有需要亦可以借調其他部門的人手。本部的首位內閣大臣是戴德偉，直至他在2018年7月8日請辭，多米尼克·拉布在翌日接手，但因不滿脫歐協議草案而在同年11月15日辭職，政府之後宣佈史提芬·巴克萊為新任脫歐大臣。

## 大臣
脫離歐洲聯盟部的大臣如下：
| 官階     | 大臣                        |
| -------- | --------------------------- |
| 內閣大臣 | 史提芬·巴克萊 國會議員 閣下 |
| 國務大臣 | 嘉蘭南勳爵 閣下             |
| 政務次官 | 詹姆斯·達德里奇 國會議員    |
| 常務次長 | 克萊爾·莫里亞蒂             |

脫歐部首位常務次長是奧列維·羅便士，及後因為獲首相委任為內閣辦公廳歐盟顧問，而在2017年9月離開本部。一個月後，本部的第二常務次長菲臘·黎國富晉升為新任常務次長。2019年3月，環境、食品暨農村事務部常務次長克萊爾·莫里亞蒂接替黎國富成為末任常務次長。

## 僱員
2018年3月的政府數據指出，脫歐部有636個全職對等職位，同年8月增加至651個（撇除承包商、管理諮詢顧問、透過政府Fast Stream計劃進入的人）。平均每人每月薪金為5,890英鎊，津貼包括在內。

## 外部鏈結
- 官方网站